# رقص روی یخ (فیلم)
رقص روی یخ فیلمی به کارگردانی و تهیه‌کنندگی مجید اسماعیلی محصول سال ۱۳۹۰ است.

## خلاصه داستان
رقص روی یخ روایتگر جوانی به نام رحمان است که در کارخانه تولید یخ مشغول به کار است. رحمان نذر دارد که هر ساله در روز عاشورا در روستای زادگاهش سقای کند. تنها چند روز تا عاشورا باقیست ولی صاحب کارخانه دستمزد رحمان را پرداخت نمی‌کند تا رحمان نتواند به مرخصی رفته و روز عاشورا به کارش در کارخانه ادامه دهد. رحمان که به دستمزدش برای امرار معاش خانواده اش نیاز دارد روی رفتن به خانه را ندارد مجبور می‌شود علی‌رغم میل باطنی اش در کارگاه بماند تا اینکه شب عاشورا فرا رسیده و رحمان تصمیمش را گرفته و چمدانش را بسته و از در کارگاه بیرون می‌رود که به ناگه لوله‌ای انتقال اب به مخزن کارخانه می‌ترکد اب فواره می‌زند رحمان بین رفتن و ماندن دو دل است و …

## بازیگران
- سیروس همتی
- یوسف خداپرست
- شاه علی سرخانی
- علیرضا استادی
- بهار کاتوزی

## نمایش
فیلم «رقص روی یخ» علاوه بر نمایش در شبکه اول سیما در جشنواره چهل چراغ و جام جم نیز به نمایش در آمده‌است.

## جوایز و افتخارات
دریافت تندیس بهترین فیلم‌نامه از نخستین جشنواره فیلم چهل چراغ.
دریافت تندیس بهترین بازیگرِ نقشِ اول مرد از نخستین جشنواره فیلم چهل چراغ.
دریافت دیپلم افتخار بهترین صداگذاری از نخستین جشنواره فیلم چهل چراغ.
کاندید بهترین فیلم و بهترین کارگردانی از نخستین جشنواره فیلم چهل چراغ.
کاندیدِ بهترین بازیگر، بهترین موسیقی و بهترین تیتراژ از جشنواره فیلم‌های جامِ جم.